# Mesochorus callis
Mesochorus callis là một loài tò vò trong họ Ichneumonidae.